# Jules Benoit-Lévy
Pour les articles homonymes, voir Benoit-Lévy.
Jules Benoit-Lévy, né le 27 février 1866 à Paris et mort le 14 mars 1952 à Nogent-sur-Marne, est un peintre, graveur et illustrateur français.

## Biographie
Jules Benoit-Lévy est le fils de Baruch Benoit-Lévy (1821-1884) et de Julie Strasburger (1826-1901). À l'École des arts décoratifs de Paris, il est l'élève de Gustave Boulanger et d'Henri-Lucien Doucet, puis il entre dans l'atelier de Jules Lefebvre à l'École des beaux-arts de Paris. 
Peintre d'histoire et de marines, il pratique également la peinture de genre avec des tableaux mettant en scène des cardinaux dans des situations quotidiennes anecdotiques, thème en vogue à l'époque. 
En 1902, il expose à Paris une cinquantaine de tableaux réalisé pendant un séjour aux Pays-Bas, sur le thème de la vie quotidienne et des intérieurs typiques.
Benoit-Lévy expose au Salon des artistes français et reçoit une troisième médaille en 1895, une mention honorable en 1901, et une médaille de troisième classe en 1911.

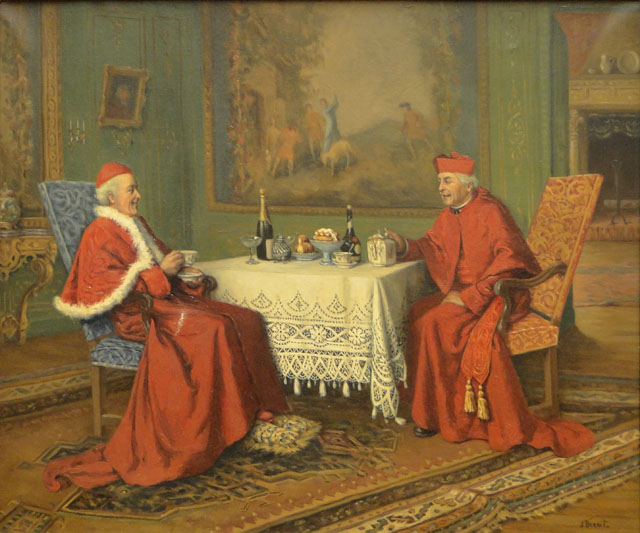
Deux cardinaux buvant le thé (Kodner Galleries).

## Salons
- La Soupe de l'escouade ; aux manœuvres, Salon de 1893[5].
- Combat à Tinténiac, près Rennes (1793), Salon de 1894[6].
- Interrogatoire du prince de T… (Beauchamps), Salon de 1895[7].
- La Défense de Rambervillers (Vosges) en 1870, Salon de 1896[8].
- Sentinelle au repos, 1793, Salon de 1897[9].
- Arrestation de Condorcet, Salon de 1898[10].
- Le Matin du 14 juillet 1789. Le peuple, après avoir enlevé des armes aux Invalides, va prendre la Bastille, Salon de 1899[11].

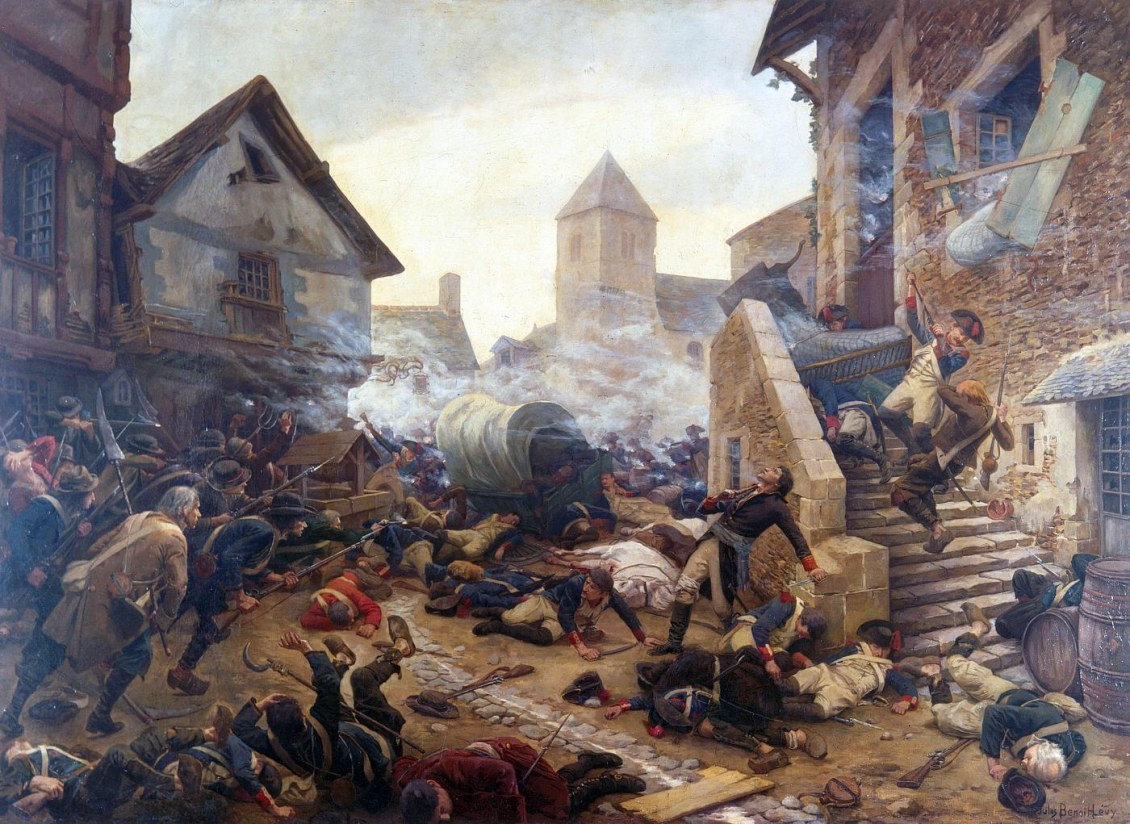
La mort du général Moulin au combat de Cholet, 1794, huile sur toile de Jules Benoit-Lévy, 1900, musée d'Art et d'Histoire de Cholet.

- Mort du général Moulin, au combat de Cholet, 1794[12].
- Intérieur, près d'Amsterdam, Salon de 1901[13].
- Intérieur en Hollande, Salon de 1902[14].
- Soir en Hollande, près d'Amsterdam, Salon de 1903[15].
- Au cabaret de la Bonne-Espérance (Hollande), Salon de 1904[16].
- Causerie du soir (Hollande), Salon de 1905[17].
- Intérieur, Salon de 1905[18].
- Les Crêpes à Pont-Croix (Finistère), Salon de 1906[19].
- Les Vieux ; Hollande, Salon de 1907[20].
- Dur la digue. Volendam (Hollande), Salon de 1908[21].
- À l'Ouvroir, Les Cuivres, Intérieur à Entraygues (Aveyron), Le Pont d'Entraygues (Aveyron), Le Vieux château, Espalion (Aveyron), Salon de 1930[22].